# Front Północny (1920)

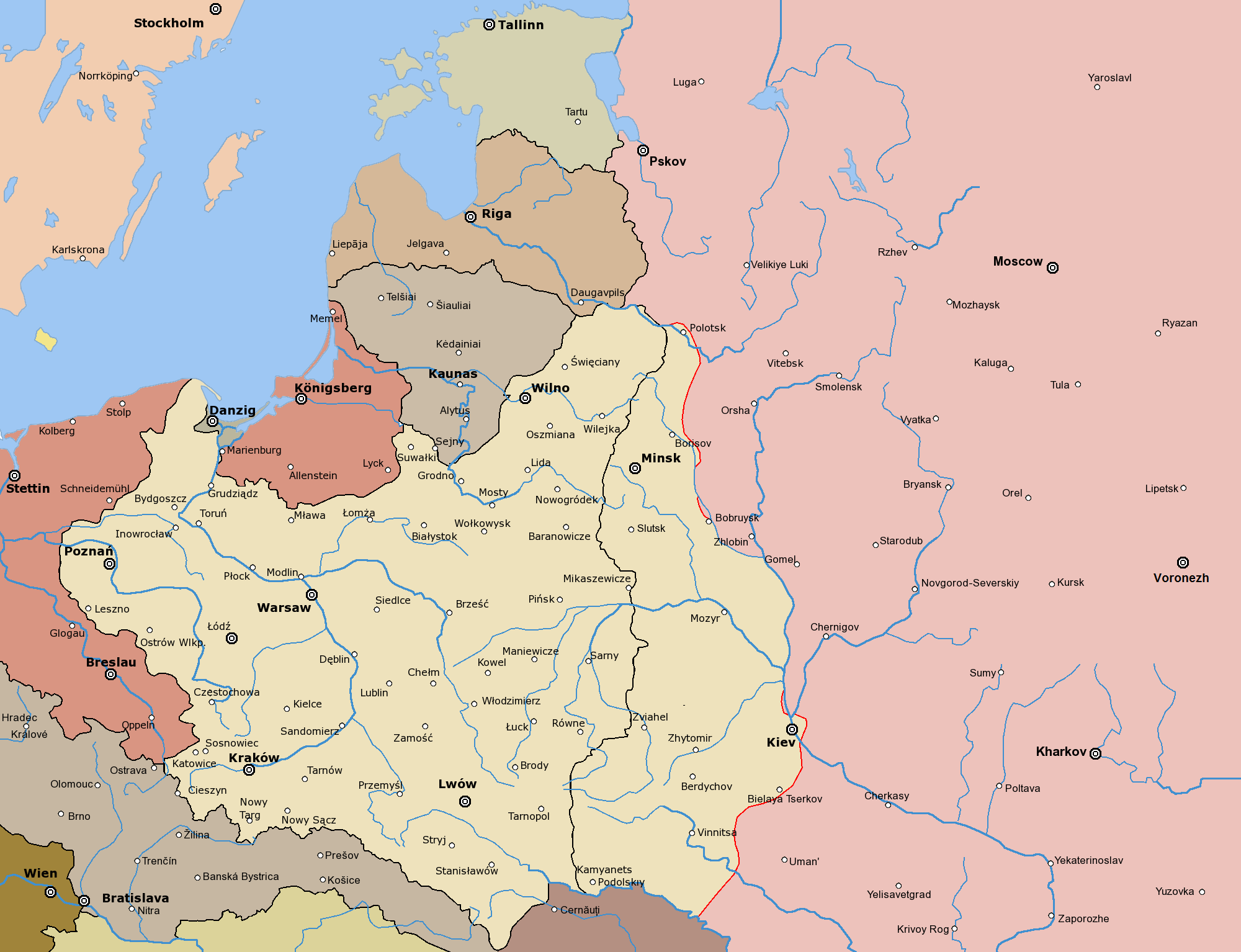
Front polsko-bolszewicki w czerwcu 1920

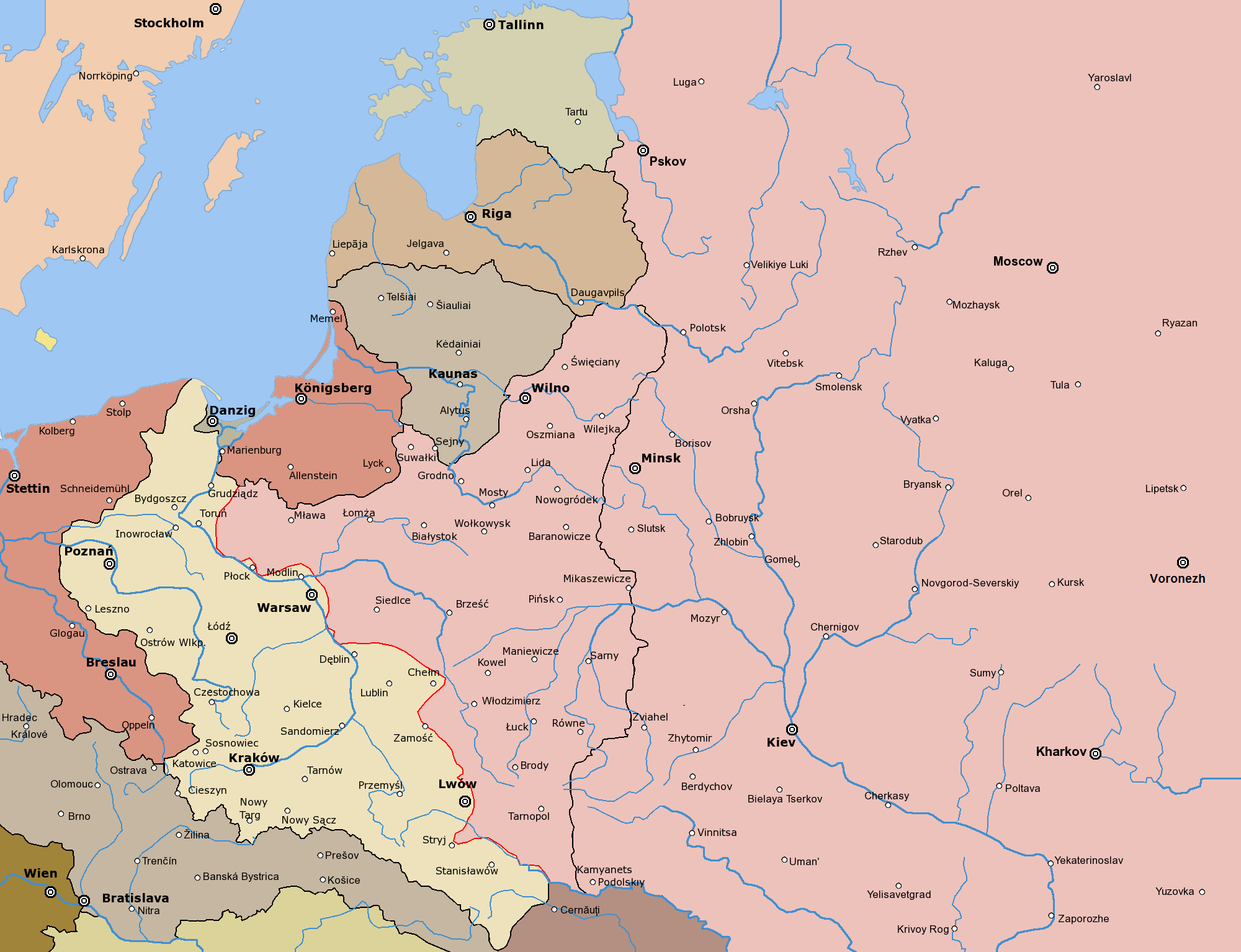
Front polsko-bolszewicki w sierpniu 1920

Bitwa warszawska

Front Północny – związek operacyjny Wojska Polskiego utworzony w trakcie wojny polsko-bolszewickiej dyrektywą Wodza Naczelnego marszałka Józefa Piłsudskiego z 17 maja 1920. Do 5 lipca nosił nazwę „Front gen. Szeptyckiego”, a do 6 sierpnia „Front Północno-Wschodni”.

## Historia
23 marca rozwiązano fronty i na ich miejscu utworzono armie. Powodem było przekonanie, że były to twory w dużej mierze improwizowane i ograniczające wpływ NDWP na działania wojenne. W wyniku tego z dotychczasowych trzech frontów na wschodzie utworzono pięć armii. Ale problemy z dowództwem większej ilości formacji doprowadziły do ponownego utworzenia frontów. Pierwszym z nich był Front gen. Szeptyckiego, działający na litewsko-białoruskim teatrze działań.

### Bitwa nad Berezyną
14 maja ruszyło natarcie sześciu dywizji 15 Armii wchodzącej w skład Frontu Zachodniego, dowodzonego przez Michaiła Tuchaczewskiego, na tereny od Dźwiny po jezioro Łukomlę i kierowało się na Uszacz i Ziabki. Na jego drodze stały tylko 1 DLB oraz 8 DP, wchodzące w skład 1 Armii, zmuszone do odwrotu, prowadzącego do utraty Głębokiego 18 maja. Walki toczyły się także na południu, na Berezynie, gdzie 4 Armia do 19 maja skutecznie powstrzymywała 16 Armię, kiedy to jej dwie dywizje zdobyły przyczółek i zagroziła Ihumeniowi.
W trakcie tych wydarzeń, 17 maja, Naczelne Dowództwo na bazie sztabu 4 Armii utworzyło dowództwo frontu, któremu podporządkowano wszystkie armie w tym rejonie (tzn. 1, 4 i 7). Zaplanowało ono kontrnatarcie, mające zamknąć w kotle wojska przeciwnika w rejonie działań 4 Armii. Pierwsze rozpoczęło się 22 maja z udziałem 4 i 17 DP. Kilkudniowe walki zakończyły się połowicznym sukcesem, gdyż nie udało się okrążyć bolszewików a jedynie 26 maja wyparto ich za Berezynę. Ponadto 25 maja utracono przyczółek w Borysowie, a równocześnie z ofensywą polską na południu ruszyła sowiecka na północy, zakończona 23 maja nad jeziorem Narocz. Mimo niepowodzeń, 1 Armia stawiała silny opór i nawet podejmowała lokalne kontrataki. 23 maja do kwatery gen. Szeptyckiego doszedł rozkaz o planowanym przeciwuderzeniu, które także polegało na oskrzydleniu przeciwnika.
Akcja rozpoczęła się 1 czerwca i wzięły w niej udział trzy związki operacyjne: 1 Armia gen. por. Majewskiego (natarcie z Bracławia na południowy wschód), Armia Rezerwowa gen. ppor. Sosnkowskiego (z Wilejki na północny wschód) i grupa gen. Skierskiego (z Łohojska na północ). Wojska Sosnkowskiego i Skierskiego miały spotkać się w Dokszycach, a Majewskiego wiązać główne siły. Pierwsza uderzyła grupa Skierskiego, osiągając 5 czerwca swój cel. Następna ruszyła Armia Rezerwowa, napotykając silniejszy opór, dochodząc pod Głębokie. Natomiast największe postępy poczyniła 1 Armia, doprowadzając do wyparcia Sowietów z zastawionej pułapki i ich wycofania się nad Berezynę i Autę w dniu 8 czerwca.
Bitwa nad Berezyną zakończyła się połowicznym zwycięstwem polskim, gdyż mimo zadania dużych strat wojskom Tuchaczewskiego i wyparcia przeciwnika z większości zdobytego terenu, to wyczerpała wszystkie rezerwy gen. broni Szeptyckiego.

### Odwrót
Od połowy czerwca obie strony rozpoczęły przygotowania do kolejnego starcia. Częściowo zreorganizowano wojska frontu, do końca czerwca likwidując zbędne dowództwa armii (7. i Rezerwowej), przydzielając ich jednostki reszcie armii - 1. i 4. Działania odwrotne podjęli Sowieci - do 15 i 16 Armii dołączono dwie nowo utworzone: 3 Armię pod dowództwem Władimira Łazariewicza i 4 Armię pod dowództwem Jewgienija Siergiejewa, w składzie której znajdował się 3 Korpus Kawalerii (początkowo 2.), oraz Grupę Mozyrską.
4 lipca ruszyła ofensywa bolszewicka. Początkowe uderzenie zostało odparte i pierwsza linia polskiej obrony skutecznie powstrzymywała wrogie wojska, dopiero po przejściu Berezyny 7 lipca przez 16 Armię, zdobyciu Święcian 9 lipca przez Kawkor i Mińska 11 lipca przez 3. i 16. armie rozpoczęto odwrót na drugą linię obrony - sieć dawnych okopów niemieckich z 1916 roku i Wilię.
Kolejne natarcie rozpoczął ponownie korpus Gaja. Wykorzystując podstęp zdobył kilka przyczółków na Wilii i uderzył na Wilno, bronione przez 2 DLB z 1 A. Miasto padło 14 lipca, przez co sens straciła obrona poniemieckich okopów. Padła druga linia obrony i wojska polskie cofnęły się na linię Grodno-Niemen-Szczara-Kanał Ogińskiego.
Dowództwo chciało zatrzymać tu odwrót wojsk frontu, a z rejonu Mostów i Wołkowyska przeprowadzić ofensywę. Po raz kolejny plany te pokrzyżował Kawkor, 20 lipca zdobywając słabo bronioną twierdzę grodzieńską, przez co 24 lipca wydano rozkaz wycofujący wszystkie siły Frontu Północno-Wschodniego na tereny Podlasia i puszczy białowieskiej, dokąd zdążały przekraczające Niemen formacje bolszewickie.
Także obrona tych terenów nie trwała długo, gdyż w luce po wezwanych do obrony Białegostoku zjawiła się Złota Orda Gaj Chana, jak nazwali korpus jazdy polscy żołnierze. 27 lipca zdobył on Osowiec, broniąc nieliczne przejścia przez bagna Biebrzy, co zmusiło gen. Romera, dowódcę 1. armii do ewakuacji Białegostoku w nocy z 27 na 28 lipca. Wojska gen. broni Szeptyckiego wycofały się na linię Narew-Bug.
Niepowodzenia polskie na terenach białoruskich spowodowane były tym, że Piłsudski nie chciał rzucić silnych sił na kruche linie obronne. Duży wkład w klęskę miał też III KK, wykorzystujący słabości formacji stojących naprzeciw siebie oraz dokonujący szybkich i zaskakujących wypadów. Teraz charakter wojny zmienił się, gdyż przeniosła się on na rdzennie polskie tereny. Bug, za którym miały koncentrować się siły do kontrataku, osłaniała 4 Armia gen. Skierskiego (Brześcia broniła Grupa Poleska), której część oddziałów pod dowództwem gen. ppor. Junga wycofywała się jeszcze na Kobryń, przez co powstała luka, przez którą mogła przedostać się przez Bug radziecka 16 Armia, która mimo obrony lewego brzegu Bugu przez Polaków, 1 sierpnia zdobyła przyczółki na rzece, przez co obrona twierdzy brzeskiej zagroziła odcięciem stacjonującej tam 9 DP. W tym czasie reszta formacji Skierskiego została zepchnięta z pozycji nad górną Narwią do rejonu Czeremchy. Lokalne kontrataki poprawiły sytuację, jednak wobec rosnącego naporu wojsk wroga zdecydowano na generalny odwrót 4 Armii.
1 Armia (od 30 lipca dowodził nią gen. ppor. Władysław Jędrzejewski) także została zepchnięta znad Narwi, skąd po ciężkich walkach wycofała się pod Zambrów, ponadto jazda Gaja przedostała się pod Łomżę, silnie bronioną przez jej załogę i ewakuowaną dopiero 3 sierpnia. 1 sierpnia bolszewicka 10 DK zdobyła przeprawę pod Nowogrodem, która przechodziła z rąk do rąk, ostatecznie po wsparciu 15 DK Kawkor, kosztem dużych strat, umocnił się na przeprawie. Od 2 sierpnia cała 1 Armia toczyła ciężkie boje odwrotowe, odnosząc kilka lokalnych zwycięstw (zniszczenie prawie całej XXXV BS, odbicie Broku nad Bugiem), zakończonych 7 sierpnia odwrotem z Ostrołęki na Warszawę.

### Bitwa warszawska
6 sierpnia Naczelne Dowództwo Wojska Polskiego wydało rozkaz reorganizujący polskie formacje. Zgodnie z nim 4 Armia przeszła do Frontu Środkowego, a Front Północny gen. broni Józefa Hallera miał osłaniać następujące pozycje:
- 5 A - Wkra-Modlin
- 1 A - linie obronne wokół Warszawy
- 2 A - środkowa Wisła

i toczyć walki z praktycznie całością sił Frontu Zachodniego (z wyjątkiem Grupy Mozyrskiej), którego głównym celem nie było zdobycie Warszawy (jak sądziło polskie dowództwo), tylko obejście jej od zachodu.
13 sierpnia 21 DS z 3 A ruszyła na pozycje 11 DP zdobywając Radzymin i po ataku 27 DS z 16 A wycofała się na drugą linię obrony. 14 sierpnia 19 DP odbiła miasto, utracone ponownie po południu. 15 sierpnia ruszyło kontrnatarcie 10, 11 i 19 DP z 1 Armii (dowódca - gen. por. Franciszek Latinik), które po ciężkich, całodniowych zmaganiach odzyskały Radzymin.
W tym czasie 5 Armia (dowódca - gen. ppor. Władysław Sikorski) przekroczyła Wkrę i ruszyła na zgrupowanie wojsk radzieckich w Nasielsku i mimo kontrataku 3 i 15 Armii (bez 21 DS) zdobyła go 16 sierpnia, lecz była zbyt wyczerpana walkami aby podjąć pościg. Dzień wcześniej wypad 203 pułku ułanów pozbawił łączności 4. armię z dowództwem Frontu Zachodniego.
16 września, w związku z ofensywą znad Wieprza, rozwiązano 2 Armię, a jej dywizje przekazano dowództwu Frontu Środkowego. 17 września formacje 1. i 4. armii zdobyły Mińsk Mazowiecki, a 5. Pułtusk  i oba fronty przeszły do działań pościgowych. Od 18 sierpnia najważniejszym zadaniem wojsk gen. Hallera było zatrzymanie odwrotu 4 i 15 Armii (a zwłaszcza III Korpusu). Do 21 sierpnia oddziały polskie podeszły pod Orzyc i zdobyły Mławę, co uaktywniło jazdę Gaj Chana. Do 24 sierpnia wycinała sobie drogę przez polskie dywizje i brygady, w końcu osaczona musiała wycofać się za granicę niemiecką, gdzie razem z nią została internowana reszta 4 Armii i część 3 oraz 15. 
Było to zakończenie działań nieprzydatnego już Frontu Północnego, który tego dnia został rozwiązany, jego armie do końca miesiąca rozformowane, a dywizje i brygady przydzielone do innych armii. 

## Ordre de Bataille
- 1 Armia (17 V - 23 VIII)
- 2 Armia (6 - 16 VIII)
- 4 Armia (17 V - 6 VIII)
- 5 Armia (6 - 23 VIII)
- 7 Armia (17 V - 15 VI)
- Armia Rezerwowa (25 V - 15 VI)

Stany liczebne frontu:
- ok. 70 000 żołnierzy (czerwiec)
- ok. 50 000 żołnierzy (lipiec)
- ok. 90 000 żołnierzy (sierpień)

## Obsada personalna dowódzwa
Dowódcy frontu
- gen. broni Stanisław Szeptycki (17 V - 1 VIII 1920)
- gen. broni Józef Haller (1 - 23 VIII 1920)

Szefowie sztabu
- ppłk Eugeniusz Tinz (17 V - 6 VIII 1920)
- płk Włodzimierz Zagórski (6 - 23 VIII 1920)

Inni oficerowie
- inspektor artylerii - gen. ppor. Wincenty Kaczyński
- p.o. referenta sądowo-prawnego – mjr KS dr Konrad Józef Mackiewicz (do 10 VIII 1920)[1]
- referent sądowo-prawny – płk KS dr Stanisław Stein (od 10 VIII 1920)[1]
- dowódca Ekspozytury Żandarmerii Polowej - rtm żan. Stanisław Kuciel (6 VII - 30 X 1920)